# Nico Roig
Nico Roig, född 1976 i Barcelona, är en katalansk (spansk) singer-songwriter. Utöver fyra soloalbum har han givit ut flera album med musikprojekt från en mångårig vistelse i Bryssel. Hans musik är gitarrbaserad men influerad av både jazz, modern klassisk musik och musikimprovisationer. På senare år har han närmat sig den progressiva rocken.

## Biografi

### Tidiga år, Belgien
Nico Roig började komponera sina egna melodier som åttaåring, på familjens lilla keyboard. Därifrån gick över till gitarr och ett 4-kanals mixerbord. Han studerade senare jazz och komposition i hemstaden Barcelona och fortsatte studierna i Belgien från år 2000, på musikkonservatoriet i Liège. Under denna tid tog han in influenser från jazz, modern klassisk musik och musikaliska improvisationer, i ett sökande efter en egen musikstil.
Därefter etablerade Roig sig permanent i Belgien. I den nya hemstaden Bryssel kom han att spela med ett antal olika musikkonstellationer med namn som Music for Rabbits, The Crappy Mini Band och Os Meus Shorts. 2007 gavs albumet Rabbit ut, medan ett självbetitlat album från Os Meus Shorts kom två år senare. Dessutom publicerade sig The Crappy Mini Band under denna period med två albumutgåvor (2008 års The Crappy Mini Band och två år senare Licking Forward).
Nico Roig och The Crappy Mini Band deltog under dessa år i turnéer som förde dem till Japan, Nederländerna, Italien och Spanien. Os Meus Shorts var 2006 finalist på International Guitar Award-prisutdelningen i tyska Dresden.

### Flytt hem, solokarriär
2011 flyttade han tillbaka till Barcelona, i samband med inspelandet av sitt första soloalbum. "Jag bor i Bryssel eftersom det är här det finns mest jobb, men jag älskar mitt Barcelona och har därför kommit att tillbringa den mesta tiden här", sa han 2011 i samband med produktionen av debutalbumet Tonada del genoma humà ('tonen hos det mänskliga genomet'). Albumet, som i stilen präglades av ett flitigt lekande med orden, gavs ut av Pau Vallvés independentbolag Amniòtic Records. Bolaget hade då bland annat arbetat med Maria Coma och Inspira.
Debutalbumet var ursprungligen tänkt för Nico Roigs katalanskspråkiga musikprojekt S'Acobla och var i stilen betydligt mer experimentell än musiken i de grupper där han tidigare verkat. Efter sin "belgiska" period, med låttexter på engelska, blev nu födelsestadens katalanska tungomål hans musikspråk. Medan musiken var gitarr- och röstbaserad enligt etablerad singer-songwriter-tradition, handlade låttexterna om universella teman. "Autobus buit" ('tom buss') blev den första singellåten som lanserades utifrån albumet, och en musikvideo producerades till den av Àlex Serrano.
Nico Roig kom i Barcelona nu också att sysselsätta sig som gitarrist på ett antal andra katalanska artisters konsertturnéer. Dessa har inkluderat Paul Vallvé, Maria Coma, Xavi Lloses och Brossa Quartet.
2013 kom nästa soloalbum, även denna gång på Amniòtic Records. På Les dones macabres ('de makabra kvinnorna') fördjupade Nico Roig sin på samma gång svarta och oskyldiga humor på låtar som "Tocadiscos" ('skivspelare'), "La gamba" ('räkan') och "Pitjors moments" ('värsta ögonblicken').

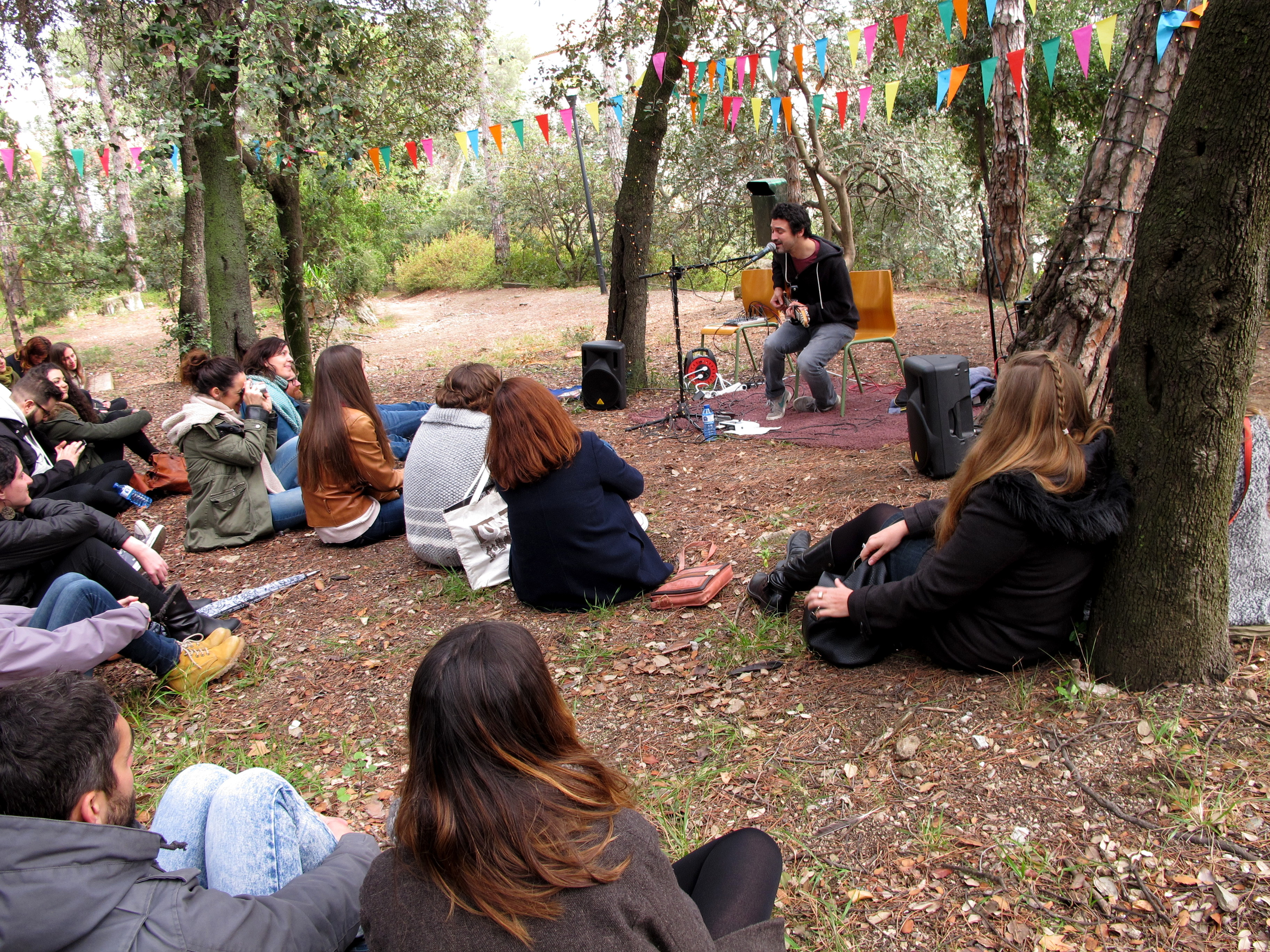
2016 deltog Nico Roig i musikfestivalen "Indies Keeping Secrets".

2016 kom Nico Roig med sitt tredje soloalbum, betitlat Vol. 71. På denna skiva dominerar de digitala musikexperimenten än mer än tidigare, och skivan innehåller även en hyllning till Vangelis. Albumet gavs ut i egen regi, efter att Paul Vallvé två år tidigare lagt ner Amniòtic Records. Låttexterna var denna gång ett försök att med små berättelser ge röst åt olika personer från en annan värld, på ett temaalbum där olika sorters känslor spelade en central roll. Skivans stil fick recensenter att göra jämförelser med brittisk progressiv rock.

### Senare år
2016 deltog Nico Roig i scenföreställningen Vi ver tillsammans med Josep Pedrals. Arrangemanget var en försök att ge nya perspektiv åt de mötet mellan poesi, musik och vin.
Nico Roig har även skrivit filmmusik, bland annat för den katalanska produktionen Suc de síndria. Filmen hade 2019 världspremiär på Berlins filmfestival. Våren 2020 presenterades musik från filmen på Roigs fjärde album Yo siempre sueño que sí, med tre låtar på spanska och sex på katalanska. Albumet var ett resultat av artistens experiment under 2019 inom stereofoniskt ljud.

## Stil
Nico Roig har som musiker både inspirerats av jazz, modern klassisk musik och musikimprovisationer. Hans version av singer-songwriter-genren har betecknats som originell och han själv som en egenartad musikskapare på den katalanska independentscenen. Åtminstone på senare skivor har han arbetat med experimentell musik som närmat sig brittisk progressiv rock.

## Diskografi
som Music for Rabbits
- 2007 – Rabbit, egenutgivning

som The Crappy Mini Band
- 2008 – The Crappy Mini Band, egenutgivning
- 2010 – Licking Forward, La Madamme Avec Le Chien
- 2019 – Live at Les Ateliers Claus, april 17th 2011, Silent Water (webb-publicering[13])

som Os Meus Shorts
- 2009 – Os Meus Shorts, egenutgivning
- 2014 – Os Meus Shorts II, Bankrobber/Gandula/UltraLocal

som Nico Roig
- 2011 – Tonada del genoma humana, Amniòtic Records
- 2013 – Les dones macabres, Amniòtic Records
- 2016 – Vol. 71, Discos Quatre Guineus (egenutgivning)
- 2020 – Yo siempre sueño que sí (U98 Music)[14]